# Régions d'Écosse
Ne doit pas être confondu avec Régions de lieutenance d'Écosse.
Les régions d'Écosse (local government areas of Scotland en anglais) sont les subdivisions administratives de l'Écosse en vigueur du 15 mai 1975 au 31 mars 1996. Elles ont été créées par le Local Government (Scotland) Act 1973, qui s'est appliquée à partir de 1975, date à laquelle elles ont remplacé les comtés qui existaient depuis le Local Government (Scotland) Act 1889.
Elles ont existé jusqu'en 1996, où elles furent remplacées par les council areas, créées par la Local Government etc. (Scotland) Act 1994.
Les régions étaient divisées en districts (de 3 à 19 suivant les régions). Les prérogatives directes des régions comportaient les services de police, des pompiers, d'éducation, de transport et de protection des consommateurs. Les districts, quant à eux, s'occupaient du logement, d'urbanisme et des bibliothèques. Les villes d'Aberdeen, Dundee, Édimbourg et Glasgow constituaient des districts à elles seules.

## Liste des régions
Il existait un total de douze régions : neuf continentales et trois insulaires, ces dernières avaient un statut particulier (en), notamment sans découpage en district.
| N°             | Région                                    | Siège               | Superficie (hectares) | Population (estimation) |
| -------------- | ----------------------------------------- | ------------------- | --------------------- | ----------------------- |
| 01             | Strathclyde                               | Glasgow             | 1 350 283             | 2 286 800               |
| 02             | Dumfries and Galloway                     | Dumfries            | 639 561               | 147 900                 |
| 03             | Borders                                   | Newtown St Boswells | 471 253               | 105 300                 |
| 04             | Lothian                                   | Édimbourg           | 171 595               | 750 600                 |
| 05             | Central                                   | Stirling            | 263 455               | 272 900                 |
| 06             | Fife                                      | Glenrothes          | 131 201               | 351 200                 |
| 07             | Tayside                                   | Dundee              | 749 650               | 395 200                 |
| 08             | Grampian                                  | Aberdeen            | 869 772               | 528 100                 |
| 09             | Highland                                  | Inverness           | 2 539 759             | 206 900                 |
| 10             | Hébrides extérieures (Na h-Eileanan Siar) | Stornoway           | 289 798               | 29 600                  |
| N'apparaît pas | Shetland                                  | Lerwick             | 143 268               | 22 522                  |
| N'apparaît pas | Orcades (Orkney)                          | Kirkwall            | 97 581                | 19 600                  |

## Liste des districts

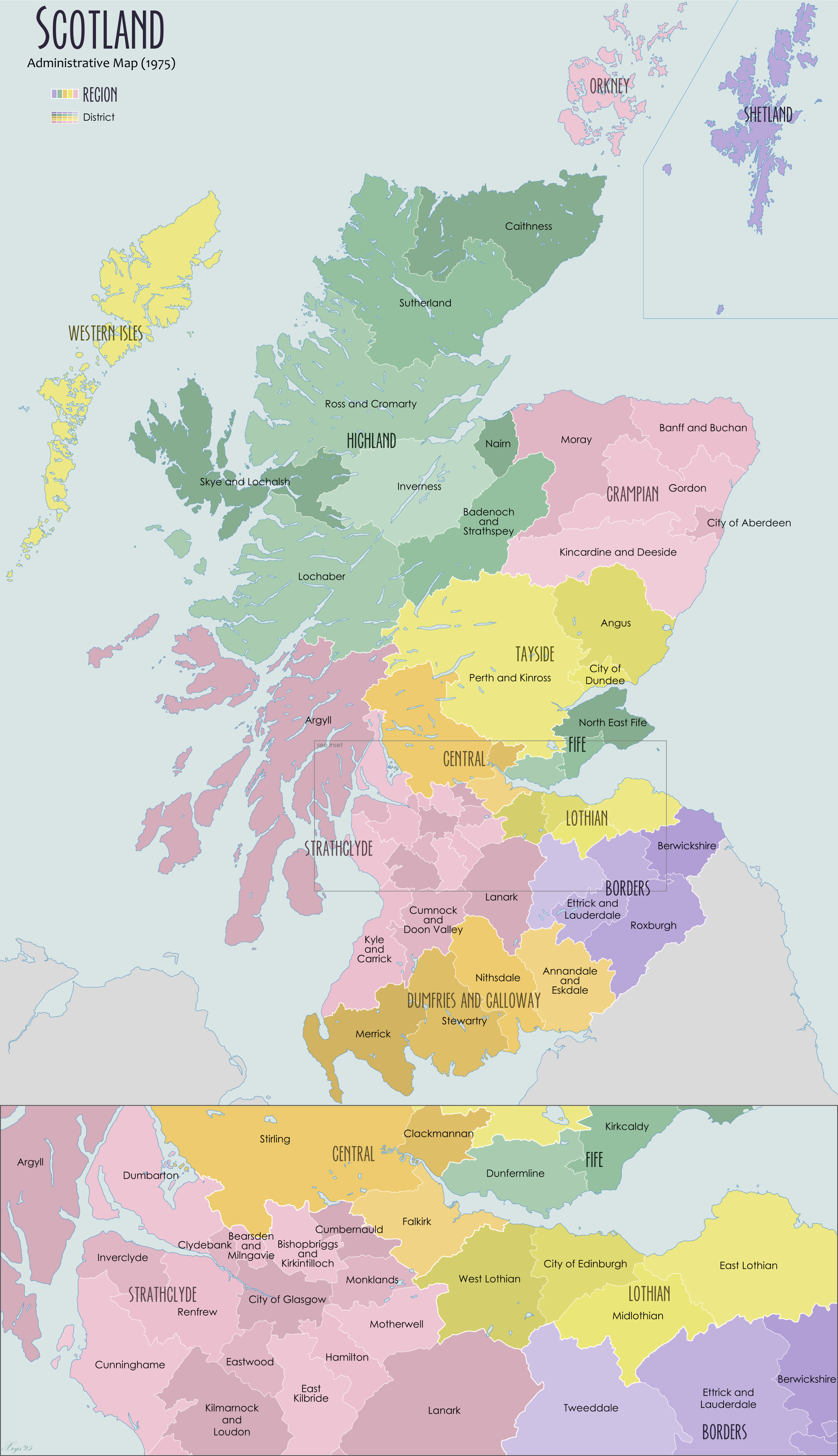
Carte administrative de 1974

| Région                | Districts                                                                   | Siège         | Population (estimation en 1994) |
| --------------------- | --------------------------------------------------------------------------- | ------------- | ------------------------------- |
| Borders               | Berwickshire                                                                | Duns          | 19 350                          |
| Borders               | Ettrick and Lauderdale                                                      | Galashiels    | 35 000                          |
| Borders               | Roxburgh                                                                    | Hawick        | 35 350                          |
| Borders               | Tweeddale                                                                   | Peebles       | 15 375                          |
| Central               | Clackmannan                                                                 | Alloa         | 47 643                          |
| Central               | Falkirk                                                                     | Falkirk       | 142 800                         |
| Central               | Stirling                                                                    | Stirling      | 81 630                          |
| Dumfries and Galloway | Annandale and Eskdale                                                       | Annan         | 37 130                          |
| Dumfries and Galloway | Nithsdale                                                                   | Dumfries      | 57 220                          |
| Dumfries and Galloway | Stewartry                                                                   | Kirkcudbright | 23 690                          |
| Dumfries and Galloway | Wigtown (originellement appelé Merrick)                                     | Stranraer     | 30 077                          |
| Fife                  | Dunfermline                                                                 | Dunfermline   | 129 830                         |
| Fife                  | Kirkcaldy                                                                   | Kirkcaldy     | 148 450                         |
| Fife                  | North East Fife                                                             | Cupar         | 69 930                          |
| Grampian              | Aberdeen                                                                    | Aberdeen      | 213 000                         |
| Grampian              | Banff and Buchan                                                            | Banff         | 88 020                          |
| Grampian              | Gordon                                                                      | Inverurie     | 77 080                          |
| Grampian              | Kincardine and Deeside                                                      | Stonehaven    | 54 990                          |
| Grampian              | Moray                                                                       | Elgin         | 83 616                          |
| Highland              | Badenoch and Strathspey                                                     | Kingussie     | 10 399                          |
| Highland              | Caithness                                                                   | Wick          | 26 710                          |
| Highland              | Inverness                                                                   | Inverness     | 62 245                          |
| Highland              | Lochaber                                                                    | Fort William  | 19 195                          |
| Highland              | Nairn                                                                       | Nairn         | 10 600                          |
| Highland              | Ross and Cromarty                                                           | Dingwall      | 49 184                          |
| Highland              | Skye and Lochalsh                                                           | Portree       | 11 870                          |
| Highland              | Sutherland                                                                  | Golspie       | 13 190                          |
| Lothian               | East Lothian                                                                | Haddington    | 85 140                          |
| Lothian               | Edinburgh                                                                   | Édimbourg     | 418 914                         |
| Lothian               | Midlothian                                                                  | Dalkeith      | 79 910                          |
| Lothian               | West Lothian                                                                | Bathgate      | 146 430                         |
| Strathclyde           | Argyll and Bute (originellement appelé Argyll, jusqu’au 1er septembre 1974) | Lochgilphead  | 63 350                          |
| Strathclyde           | Bearsden and Milngavie                                                      | Bearsden      | 41 000                          |
| Strathclyde           | Clydebank                                                                   | Clydebank     | 47 500                          |
| Strathclyde           | Clydesdale (originellement appelé Lanark, jusqu’en 1980)                    | Lanark        | 58 290                          |
| Strathclyde           | Cumbernauld and Kilsyth (originellement appelé Cumbernauld)                 | Cumbernauld   | 63 930                          |
| Strathclyde           | Cumnock and Doon Valley                                                     | Cumnock       | 42 954                          |
| Strathclyde           | Cunninghame                                                                 | Irvine        | 139 020                         |
| Strathclyde           | Dumbarton                                                                   | Dumbarton     | 77 222                          |
| Strathclyde           | East Kilbride                                                               | East Kilbride | 82 777                          |
| Strathclyde           | Eastwood                                                                    | Giffnock      | 60 600                          |
| Strathclyde           | Glasgow                                                                     | Glasgow       | 681 470                         |
| Strathclyde           | Hamilton                                                                    | Hamilton      | 105 202                         |
| Strathclyde           | Inverclyde                                                                  | Greenock      | 90 103                          |
| Strathclyde           | Kilmarnock and Loudoun                                                      | Kilmarnock    | 79 861                          |
| Strathclyde           | Kyle and Carrick                                                            | Ayr           | 112 658                         |
| Strathclyde           | Monklands                                                                   | Coatbridge    | 102 379                         |
| Strathclyde           | Motherwell                                                                  | Motherwell    | 143 730                         |
| Strathclyde           | Renfrew                                                                     | Paisley       | 201 000                         |
| Strathclyde           | Strathkelvin (originellement appelé Bishopbriggs and Kirkintilloch)         | Kirkintilloch | 85 191                          |
| Tayside               | Angus                                                                       | Forfar        | 96 500                          |
| Tayside               | Dundee                                                                      | Dundee        | 171 520                         |
| Tayside               | Perth and Kinross                                                           | Perth         | 129 070                         |